# Augarten
A bécsi Augarten a tizenhetedik században,a Duna ártéri erdeiben kialakított császári kert, Bécs legrégibb barokk kertje. Az 52,2 hektáros közpark a  Leopoldstadtban, Bécs második kerületében. A Duna-csatornán átívelő Augarten hídtól a kert főkapujáig tartó utca az Untere Augartenstrasse.

## Története
1614-ben Mátyás császár egy kis vadászházat építtetett a császári vadászterületen, Wolfsauban egy réten. 1650 körül III. Ferdinánd megvásárolta az Am Tabor egy részét, hogy a vadászkastély mellett egy (az Augarten későbbi méreteihez képest kis) holland stílusú kertet alakítson ki. Emellett terült el Johann Franz von Trautson gróf Filiberto Luchese által tervezett palotája és kertje.
Az 1660-as években I. Lipót magánvagyonából megvásárolta a Trautson-kerteket, és a helyükön barokk vidámparkot alakított ki. 1677 körül kis palotává alakította át Trautson kerti lakát, amelyet Alte Favorita néven császári örömpalotának használt. Bécs második török ostroma idején 1683-ban a teljes épületegyüttes kertestől elpusztult, csak néhány fal maradt állva.
I. József 1705-ben restauráltatta a kastélyt, majd 1708-tól Jean Trehet kertépítésszel (André Le Nôtre tanítványával, aki a schönbrunni kastély és a Belvedere kertjét is építette) a kerteket is. Az akkor felállított kerti terem ma az Augarten porcelánmanufaktúra cégközpontja. 1712-ben III. Károly megbízta, Trehét, hogy egy új, kidolgozottabb, francia stílusú kertet hozzon létre. A mai Augarten alakja azóta csak keveset változott.

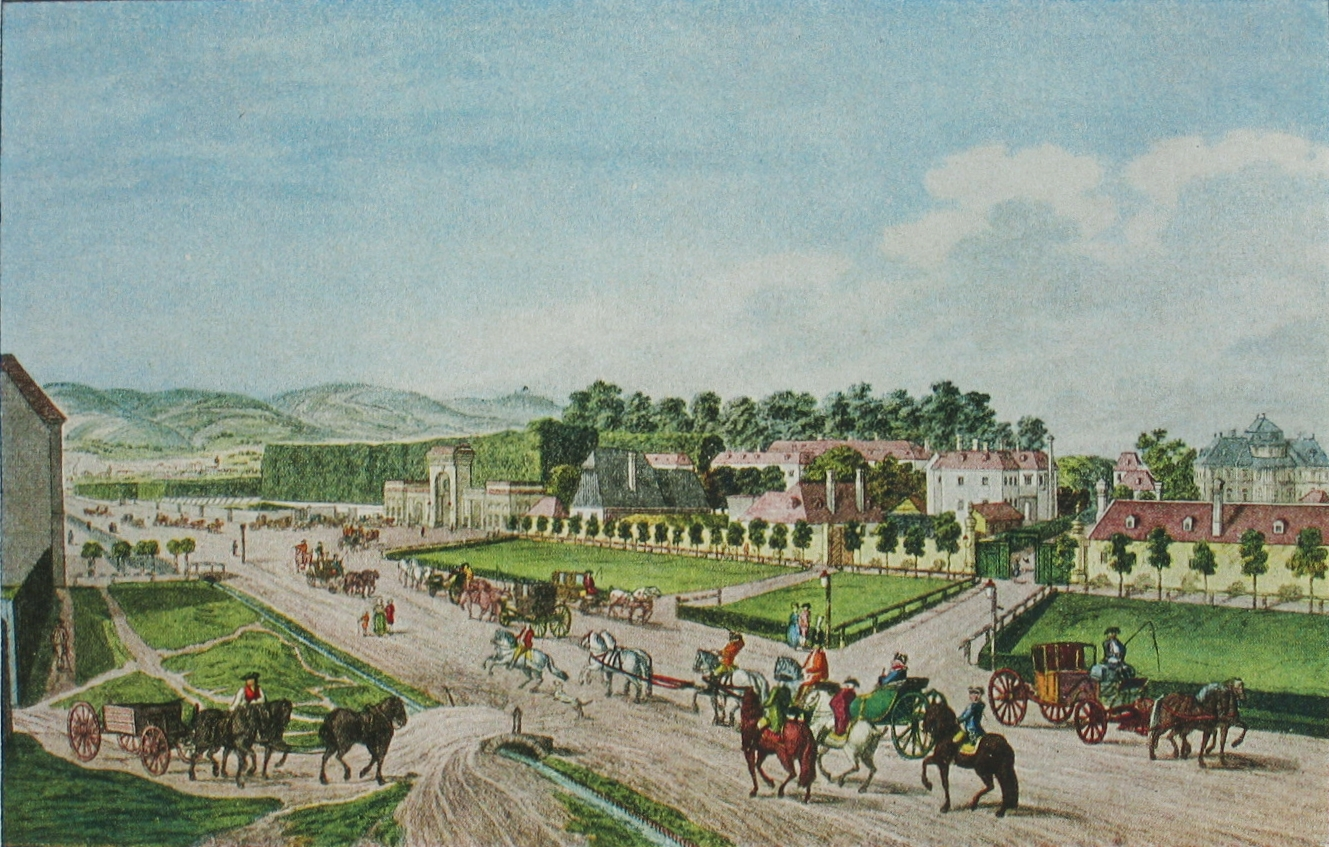
A park 1782-ben

II. József már trónörökös korában igen kedvelte az Augartent, és 1775-ben a nagyközönség számára is látogathatóvá tette. Az esemény alkalmával a csalogányokat szabadon engedték, vadászatukat pedig büntetendő vétségnek minősítették. Akkoriban a bejáratot még katonaság őrizte, és a kertben (hadi)rokkantok tartották fenn a rendet.

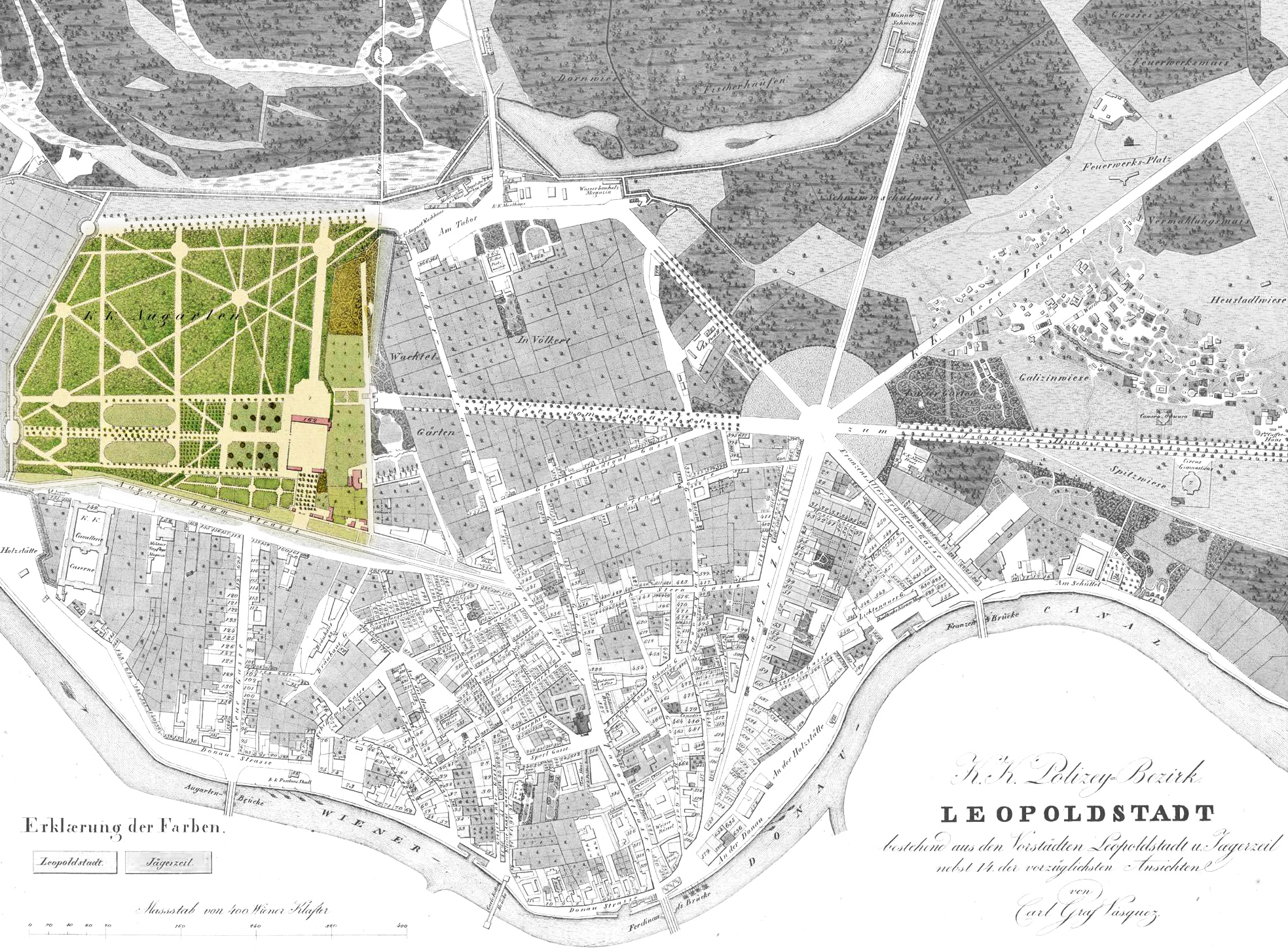
A park 1830-ben

A térkép

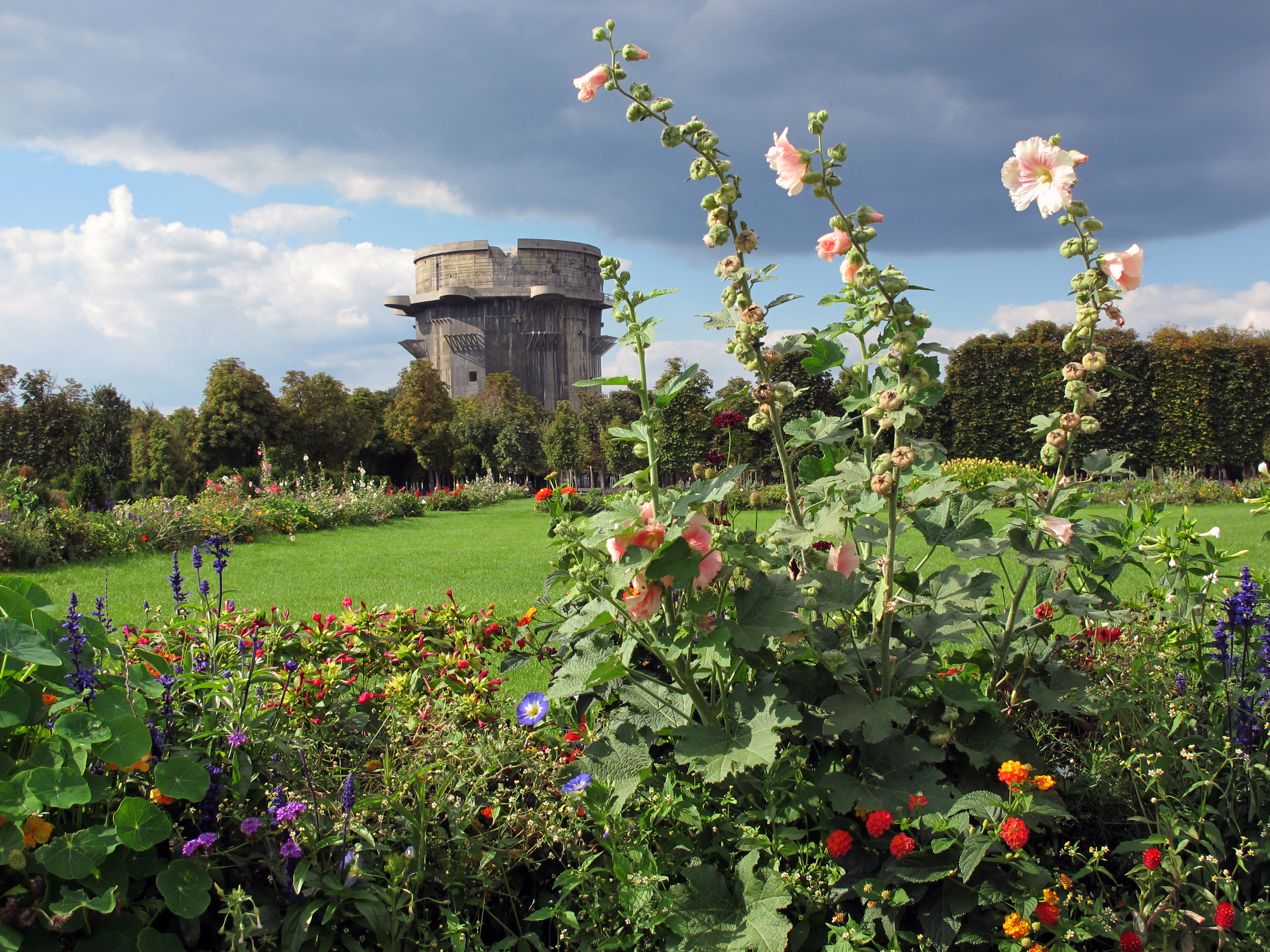
Az egyik légvédelmi torony

Két emléktábla — egy a főkapu belső oldalán és egy a Castellezgasse melletti kapun — emlékezik meg arról, hogy 1830. február 28-áról március 1-re virradó éjjel a Bécs dunaparti területeit az egész Augartent 1,75 méteres árvíz öntötte el. 1860-tól 1875-ig szabályozták a Dunát, amit eltereltek az Augartentől. Az egykori ártérből kultúrtáj lett, amelyet már nem fenyeget a rendszeres áradás.
1934 és 1936 között az Augarten-palotában élt Kurt Schuschnigg akkori kancellár. 1944 nyarán az Augartenben építették fel a Bécs belvárosának védelmére szolgáló légvédelmi tornyokat. (egy 55 méter magas harci tornyot és egy 51 méter magas irányítótornyot), és ezek furcsa külsejük miatt gyorsan az Augarten jellegzetességeivé váltak. A légelhárító tornyok építése az ezzel járó pusztítás (16 vasúti sín lefektetése, átmeneti szállások az építőmunkásoknak stb.) jelentősen károsították a kertet, ráadásul odahordtak több száz köbméter törmeléket is; a területen páncélozott járművek jártak át. A kertben ásott tömegsírokban állítólag több száz háborús áldozatot temettek el.
Az 1960-as évek végén megpróbálták felrobbantani a két torony egyikét, de az nagyon masszívnak bizonyult (bár a repedések máig látszanak rajta).

## Kialakítása
A terület egy részét franciakertté alakították gondozott, igényes virágágyakkal. Más részén megőrizték az ártéri keményfaliget hangulatát gesztenye-, szil-, hárs-, kőris- és juharfákkal. Éjszakára a többi bécsi szövetségi kerthez hasonlóan mind az öt kapuját bezárják. A kapukon fémtáblák tájékoztatnak a nyitás és zárás idejéről. Amikor zárva van, a park körüli 3 kilométeres körpályát gyakran sportolók használják.
Az Augarten-palotát (Augartenpalais)a 17. század végén építette Johann Bernhard Fischer von Erlach egy arisztokrata család nyári palotájának. II. József császár 1780-ban megvásárolta, ma a Bécsi fiúkórus székhelye.
A terület déli csücskében, az Augartenspitzben 2012-ben bővítették a Fiúkórus MuTh koncerttermét.
Közelében a tizennyolcadik század elején épített csarnoképület a bécsi zene klasszikus korában fontos koncerthelyszín volt; ma az 1718-ban alapított Bécsi Porcelánmanufaktúrának (Augarten porcelángyár) ad otthont.
Ugyancsak a közelben található a Josephsstöckl, II. József nyári magánvillája. Ezt Isidore Canevale építette 1680–1683 között.
További épületei:
- a jelenleg is használható Atelier Augarten,
- a Filmarchívum Austria,
- a Lauder Chabad Campus nyugdíjas otthon,
- egy szabadtéri gyermekmedence és
- számos sportpálya.

Az Augartenben több ivókút mellett két vendéglátóegység is működik:
- az egyik a délnyugati parkfal mellett,
- a másik a porcelánmanufaktúránál.

A barokk kertek, a palota és az eredeti, 18. század eleji Augarten-fal fennmaradt része 2000 óta műemlék. A park Ausztria egyik legfontosabb kertépítészeti műemléke.

## Fordítás
- Ez a szócikk részben vagy egészben  az   Augarten című német Wikipédia-szócikk ezen változatának fordításán alapul.  Az eredeti cikk szerkesztőit annak laptörténete sorolja fel. Ez a jelzés csupán a megfogalmazás eredetét és a szerzői jogokat jelzi, nem szolgál a cikkben szereplő információk forrásmegjelöléseként.